# Opatu (rivière)
La rivière Opatu  (en anglais : Opatu River) est un cours d’eau de la région d’  Auckland dans l’Île du Nord de la Nouvelle-Zélande .

## Géographie
Elle s’écoule vers le sud à partir de la  ‘Péninsule d’Okahukura’, atteignant le fleuve Tauhoa dans l’extrémité est de  Kaipara Harbour.
- (en) Land Information New Zealand, « détail emplacement: Opatu (rivière) », sur New Zealand Gazetteer